# Bezirksamt Neckarbischofsheim

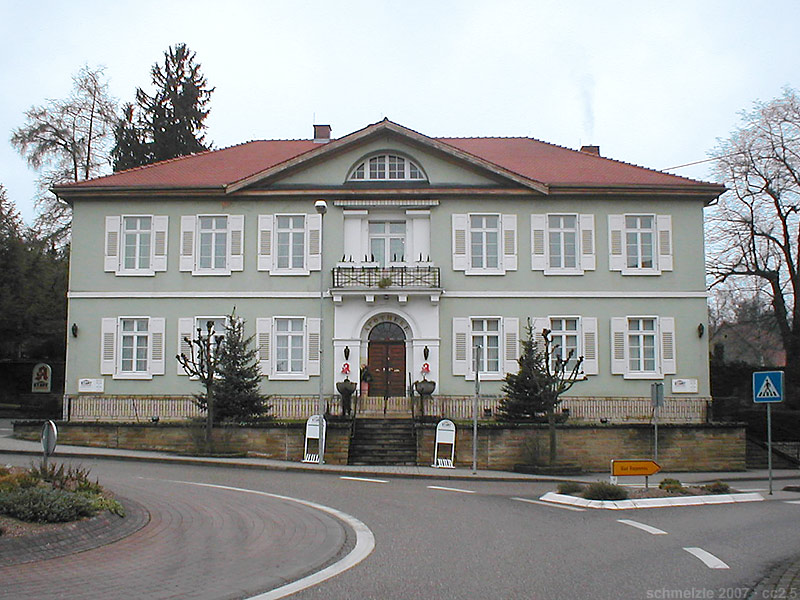
Das ehemalige Bezirksamtsgebäude in Neckarbischofsheim, heute als Apotheke genutzt, 2007

Das Bezirksamt Neckarbischofsheim im Großherzogtum Baden bestand von 1810 bis 1864 als landesherrliches Amt. Das Bezirksamt war bis 1832 dem Neckarkreis (Mannheim) und danach bis zu seiner Auflösung dem Unterrheinkreis (Mannheim) innerhalb der badischen Verwaltung zugeordnet.

## Geschichte
Noch vor Ende des Alten Reiches begannen Württemberg und ab Dezember 1805 auch Baden, die ihren Territorien benachbarten ritterschaftlichen Orte in Besitz zu nehmen. Die Rheinbundakte lieferte nachträglich die Legitimation für dieses Vorgehen, verzichtete aber darauf, die betroffenen Orte im Einzelnen zu erwähnen. Erst durch einen im November 1806 zwischen Baden und Württemberg geschlossenen Staatsvertrag wurde der Grenzverlauf im Kraichgau fixiert. Bischofsheim kam an das Großherzogtum Baden, woraufhin der Name der Stadt in Neckarbischofsheim geändert wurde, weil es innerhalb des Großherzogtums noch zwei weitere Orte mit dem Namen Bischofsheim gegeben hatte. Zunächst wurde die Stadt dem 1807 überwiegend aus ehemals ritterschaftlichen Orten neu gebildeten Oberamt Waibstadt zugeordnet. 1810 wurde sie selbst Amtssitz des neu geschaffenen Bezirksamtes Neckarbischofsheim. Da den Besitzern der Rittergüter als Grundherren die örtliche Polizei und die Zivilgerichtsbarkeit erster Instanz verblieben waren, erfüllte das Bezirksamt zunächst nur die Aufgaben eines Dekanats- und Physikats-Verbands. Eine Neuorganisation der Verwaltung hob 1813 die Rechte der Grundherren auf, so dass das Bezirksamt Neckarbischofsheim fortan auch als Justiz- und Polizeibehörde fungierte. Bei dieser Gelegenheit wurde die Frage des Amtssitzes – Neckarbischofsheim oder Waibstadt – nochmals aufgeworfen, letztlich aber zugunsten Neckarbischofsheims entschieden. Zum 1. Oktober 1864 wurde das Bezirksamt aufgelöst.

## Orte des Bezirksamtes
1810 wurden dem Bezirksamt neben Neckarbischofsheim die folgenden Orte zugeteilt: Babstadt, Ehrstädt, Epfenbach, Flinsbach, Hasselbach, Heinsheim, Helmstadt, Hochhausen, Hüffenhardt, Kälbertshausen, Neckarmühlbach (mit Guttenberg), Oberbiegelhof, Obergimpern, Rappenau, Reichartshausen, Siegelsbach, Unterbiegelhof, Untergimpern, Wagenbach, Wollenberg, Zimmerhof (mit Kohlhof).
1813 wurde Ehrstädt zum Bezirksamt Sinsheim versetzt; Heinsheim, Hochhausen, Kälbertshausen, Neckarmühlbach und Zimmerhof kamen zum 2. Landamt Mosbach. Neu zum Bezirksamt Neckarbischofsheim kamen Waibstadt, Bargen und Treschklingen. Bis 1864 änderte sich der Zuschnitt des Amtsbezirks dann nicht mehr.
Nach einer 1834 veröffentlichten Beschreibung bestand das Bezirksamt aus 1 Stadt, 1 Marktflecken, 14 Dörfer, 9 Höfe, 12 035 Einwohner und zwar 7 983 evangelisch, 3 387 katholisch, 127 Mennoniten und 538 Juden.
Als das Bezirksamt 1864 aufgelöst wurde, kamen sämtliche Gemeinden zum Bezirksamt Sinsheim, mit Ausnahme von Hüffenhardt, das dem Bezirksamt Mosbach zugeteilt wurde.

## Amtsvorstände
- 1813–1819: Ludwig Wild
- 1819–1822: Wilhelm Deurer
- 1822–1826: Philipp Pfeiffer
- 1826–1832: Friedrich Bettinger
- 1832–1836: Heinrich Eckstein
- 1836–1862: Philipp Benitz
- 1862−1862: Karl Josef Martin (als Amtsverweser)
- 1862–1863: Wilhelm Schupp

## Verwaltungsgebäude
1824/25 errichtete man das Amtsgebäude in schlichtem Weinbrenner-Stil. Seit 1881 befindet sich darin eine Apotheke (heute von Hindenburg-Straße).